# Dermophiidae
Dermophiidae là một họ động vật lưỡng cư trong bộ Gymnophiona. Họ này có 14 loài.

## Phân loại học
Họ Dermophiidae gồm các chi loài sau:
- Chi Dermophis (Peters, 1880)
  - Dermophis costaricensis
  - Dermophis glandulosus
  - Dermophis gracilior
  - Dermophis mexicanus
  - Dermophis oaxacae
  - Dermophis occidentalis
  - Dermophis parviceps
- Chi Geotrypetes (Peters, 1880)
  - Geotrypetes angeli
  - Geotrypetes pseudoangeli
  - Geotrypetes seraphini
- Chi Gymnopis (Peters, 1880)
  - Gymnopis multiplicata
  - Gymnopis syntrema
- Chi Schistometopum (Parker, 1941)
  - Schistometopum gregorii
  - Schistometopum thomense